# Mashu Baker
Mashu Baker (Tokio, 25 september 1994) is een Japans judoka. Baker won in 2015 de bronzen medaille op de wereldkampioenschappen in het middengewicht. Een jaar later tijdens de Olympische Zomerspelen 2016 won Baker de gouden medaille in het middengewicht.

## Resultaten
- Bronzen medaille op de Wereldkampioenschappen judo 2015 in Astana in het middengewicht
- Goud op de Olympische Zomerspelen 2016 in Rio de Janeiro in het middengewicht

1964: Isao Okano ·
1972: Shinobu Sekine ·
1976: Isamu Sonoda ·
1980: Jürg Röthlisberger ·
1984: Peter Seisenbacher ·
1988: Peter Seisenbacher ·
1992: Waldemar Legień ·
1996: Jeon Ki-Young ·
2000: Mark Huizinga ·
2004: Zoerab Zviadaoeri ·
2008: Irakli Tsirekidze · 
2012: Song Dae-nam · 
2016: Mashu Baker · 
2020: Lasja Bekaoeri · 
2024: Lasja Bekaoeri